# Daboura
Pour les articles homonymes, voir Daboura (homonymie).
Daboura est une localité située dans le département et la commune rurale de Solenzo de la province des Banwa dans la région de la Boucle du Mouhoun au Burkina Faso.

## Démographie
| 2003  | 2006  | 2012 |
| ----- | ----- | ---- |
| 7 285 | 7 697 | -    |

## Éducation et santé
La commune accueille un centre de santé et de promotion sociale (CSPS).